# John Murray (editorial)
John Murray es una compañía editorial inglesa que a lo largo de su historia ha publicado obras de Jane Austen, Sir Arthur Conan Doyle, Lord Byron, Charles Lyell, Johann Wolfgang von Goethe, Herman Melville, Edward Whymper, Thomas Malthus y Charles Darwin. Desde el año 2004, pertenece al conglomerado Lagardère con la marca Hachette UK.

## Historia
La compañía fue fundada en Londres el 1768 por John Murray  (1745–1793), un oficial de la marina nacido a Edinburghel cual construyó una lista de escritores incluyendo a Isaac D'Israeli y publicó el English Review.
John Murray the elder fue uno de los patrocinadores fundadores del diario vespertino de Londres The Star en 1788.
Fue sucedido por su hijo, John Murray II, que hizo de esta editorial una de las más importantes de la Gran Bretaña. Publicó Jane Austen, Sir Walter Scott, Washington Irving, George Crabbe y muchos otros. Su sede al 50 Albemarle Street a Mayfair fue el centro de un círculo literario.
John Murray III (1808–1892) continuó el negocio y publicó la primera traducción en el inglés de la Teoría de los colores de Johann Wolfgang von Goethe (1840), también publicó de David Livingstone sus Missionary Travels (1857), y de Charles Darwin el Origin of Species (1859).